# Die!
Albums de Necro
Death Rap
(2007) The Murder Murder Kill Kill EP
(2012)
Die! est le sixième album studio de Necro, sorti le 18 mai 2010.

## Liste des titres
| No  | Titre                                        | Contient un (des) sample(s) de                                                                                              | Durée |
| --- | -------------------------------------------- | --- | ----- |
| 1.  | asBESTos                                     | Etude in the Form of Rhythm & Blues de Paul Mauriat                                                                         | 4:06  |
| 2.  | Pit                                          | Six In de Pulsar Music Ltd.                                                                                                 | 3:07  |
| 3.  | Thugcore Cowboy                              | The Rope and the Colt de Scott Walker                                                                                       | 2:47  |
| 4.  | DIE!                                         | Love Buzz de Shocking Blue                                                                                                  | 2:56  |
| 5.  | Set It                                       | You're No Good de Betty Everett                                                                                             | 3:34  |
| 6.  | Brutalized                                   | | 3:15  |
| 7.  | Serpent's Bite                               | Redemption (Theme From Rocky II) de Bill Conti                                                                              | 2:51  |
| 8.  | The Kink Panther                             | Super Freak de Rick James For Love d'Herman's Hermits                                                                       | 3:06  |
| 9.  | Hey Now                                      | Danger de Serge Gainsbourg                                                                                                  | 3:38  |
| 10. | The Asshole Anthem                           | Used to You d'Ani DiFranco                                                                                                  | 2:49  |
| 11. | Sorcerer of Death's Construction             | War Pigs de Black Sabbath La Polizia Sta a Guardare de Stelvio Cipriani                                                     | 2:39  |
| 12. | First Blood                                  | It's a Long Road de Dan Hill Homecoming de Jerry Goldsmith Survival of the Fittest de Mobb Deep G.O.D. Pt. III de Mobb Deep | 3:14  |
| 13. | Thin Line Between Love & Hate                | While My Guitar Gently Weeps de Moody                                                                                       | 3:07  |
| 14. | Bedbugs (Kid Joe Skit)                       | | 0:45  |
| 15. | Viva Necro                                   | The Bodyguard de Sonny Chiba Master of Puppets de Metallica                                                                 | 3:53  |
| 16. | F.U.B.A.R.                                   | The Endless Enigma (Part One) d'Emerson, Lake & Palmer                                                                      | 3:00  |
| 17. | The Human Traffic King (White Slavery Pt. 2) | La Dama Rossa Uccide Sette Volte (Preludio & Titoli) de Bruno Nicolai                                                       | 3:20  |